# Bror von Blixen-Finecke
Bror Fredrik von Blixen-Finecke, född 25 juli 1886 på Näsbyholms slott, Gärdslövs församling i nuvarande Trelleborgs kommun, död 4 mars 1946 i Gårdstånga församling, var en svensk friherre, storviltjägare och författare.

## Biografi
Han var son till Fredrik von Blixen-Finecke, tvillingbror till Hans Gustaf och sonson till Carl von Blixen-Finecke. Deras far brukade presentera dem som "Det här är Hans och hans bror Bror". Under studietiden i Lund fick Hans och Bror ett underhåll från sin far på 100 kronor. Villkoret var att utgifterna skulle redovisas. Den första kostnadsredovisningen lär ha sett ut så här: "Bläck, papper och pennor 2 kronor, Övrigt 98 kronor" 
Under många år var Bror en välkänd safariguide och storviltjägare. Bland de personer som följde med på hans expeditioner var Ernest Hemingway och dåvarande prinsen av Wales (sedermera Edvard VIII). 

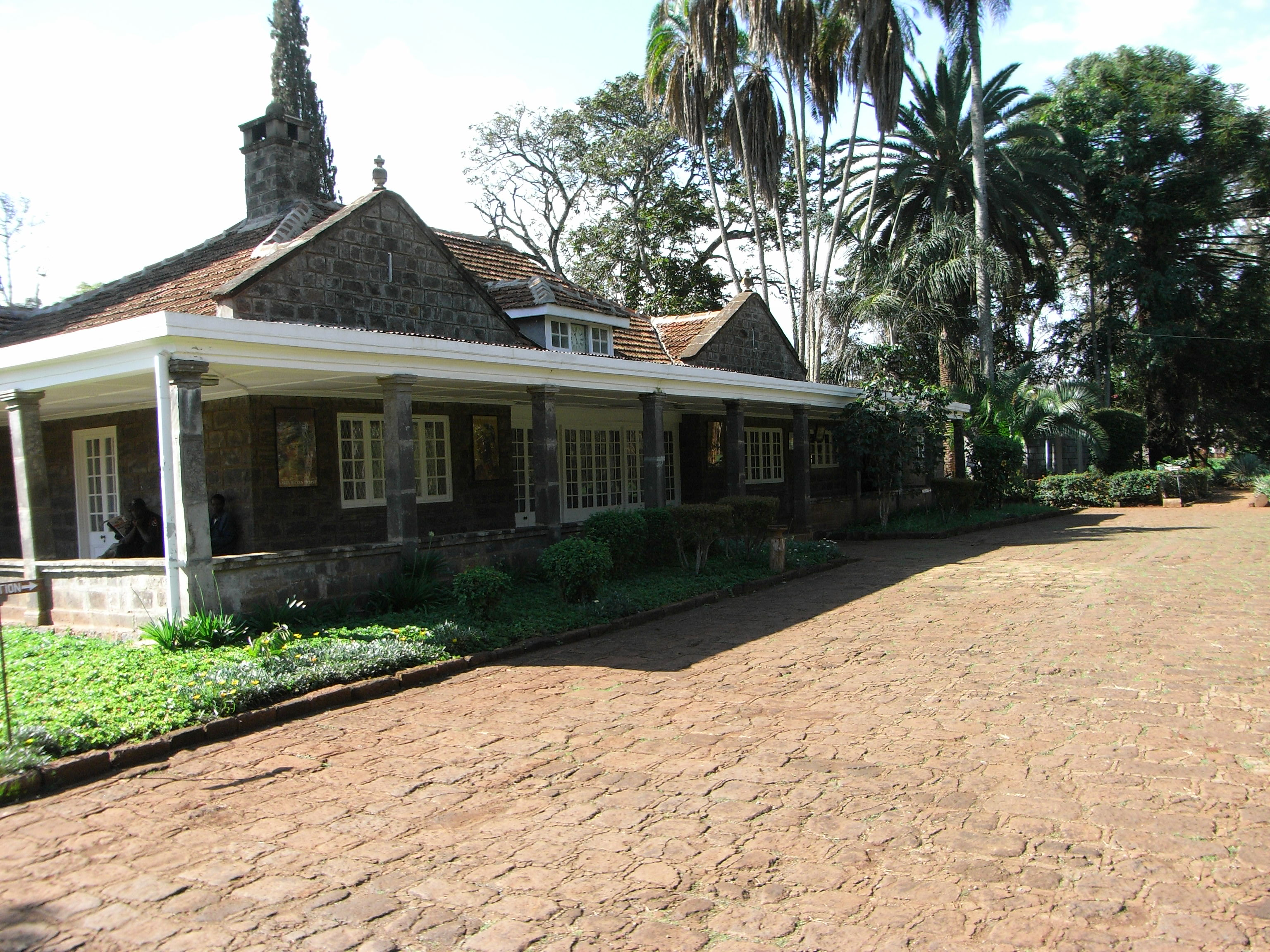
Mbogani, Bror von Blixen-Fineckes bostadshus från 1917.

År 1914 gifte han sig i Mombasa, Kenya med sin syssling Karen Blixen (född Dinesen). Paret skilde sig 1925. År 1928 gifte han om sig med Jacqueline Harriet "Cockie" Alexander., ett äktenskap som 1935 också slutade med skilsmässa efter att Bror von Blixen haft en förbindelse med Eva Dickson. År 1936 gifte sig Bror von Blixen i New York med Eva Dickson. Hon påbörjade 1937 en bilresa från Stockholm till Peking via Silkesvägen, en resa hon avbröt i Indien efter att i Kalkutta ha medicinerats med bland annat arsenik. På vägen tillbaka till Sverige avled hon 1938 i en bilkrasch i Bagdad, vilket Bror von Blixen tog mycket hårt.
Blixen lämnade Afrika 1938 och återvände till Sverige, där han dog 1946, vid en ålder av 59 år, efter en bilolycka där han var medpassagerare. Tvillingbrodern Hans blev sedermera löjtnant vid Skånska dragonregementet. Han omkom i en flygolycka under en övning på Malmslätt den 26 september 1917.